# موشک کینژال
موشک خا-۴۷ام۲ کینژال یک موشک روسی هوا به زمین ابرصوت با قابلیت حمل کلاهک هسته‌ای است. برد  این موشک بیش از ۲۰۰۰ کیلومتر و سرعت آن ۱۰ ماخ می‌باشد. موشک کینژال توانایی انجام مانورهای فرار در هر مرحله از پرواز خود را دارد و می‌تواند از بمب‌افکن‌های توپولف تو-۲۲ام یا رهگیرهای میگ-۳۱ پرتاب شود. موشک‌های کینژال در پایگاه‌های هوایی در منطقه نظامی جنوبی روسیه و منطقه نظامی غربی این کشور مستقر شده‌اند.کینژال در سال 2023 در اوکراین استفاده شد.

## طراحی
هدف از ساخت این موشک مقابله با تهدیدات ناتو در نزدیکی مرزهای روسیه از جمله کشتی‌‎‌های جنگی حامل موشک بالستیک و سیستم‌های دفاع موشکی ذکر شده است. همچنین این موشک برای برتری بر سیستم‌های پدافندی ناتو از جمله پاتریوت و تاد توسعه یافته و با بهره‌گیری از موتورهای اسکرمجت به سرعت بسیار بالایی دست خواهد یافت.